# Ван Край, Адри
Адрианюс (А́дри) Амбросиюс Корнелис ван Край (нидерл. Adrianus ("Adrie") Ambrosius Cornelis van Kraaij; род. 1 августа 1953, Эйндховен, Северный Брабант) — нидерландский футболист, выступавший на позиции защитника. В составе сборной Нидерландов становился бронзовым призёром чемпионата Европы 1976 года и серебряным призёром чемпионата мира 1978 года. В составе ПСВ побеждал в Кубке УЕФА в сезоне-1977/78.

## Карьера
Ван Край считался очень техничным и тактически грамотным защитником, что позволяло ему одерживать верх в единоборствах. Он стал профессиональным футболистом в 1971 году, перейдя из молодёжной команды «Де Спехтен» в ПСВ, в составе которого дебютировал 25 сентября того же года. Всего сыграл 11 сезонов за ПСВ, трижды выигрывал чемпионат и дважды — Кубок Нидерландов. В составе команды стал победителем Кубка УЕФА-1977/78. В высшем голландском дивизионе провёл 309 матчей, забил 9 мячей. Позднее выступал за зарубежные клубы: бельгийский «Ватерсхей Тхор» и швейцарский «Базель».
В еврокубках — 57 матчей, 3 мяча.
В первой сборной Нидерландов дебютировал 30 апреля 1975 года в товарищеской встрече со сборной Бельгии в Антверпене, хозяева выиграли 1:0 благодаря голу Рауля Ламбера. В период чемпионата Европы 1976 года ван Край был основным игроком голландской команды, сыграв в 6 отборочных и обоих матчах финального турнира, которые он отыграл без замен и тем самым помог своей команде занять третье место. На «серебряном» чемпионате мира 1978 года дважды выходил на замену в матчах второго группового этапа: против Австрии (5:1 в пользу голландцев) и Италии (2:1). Всего за сборную сыграл 17 матчей, не забив ни разу.
После завершения игровой карьеры работал в ПСВ скаутом, а c июля 2008 года стал техническим директором клуба вместо Стана Валкса. В июне 2010 года ушёл с этих постов по состоянию здоровья, на должности технического директора его сменил Марсел Брандс.

## Статистика

### Матчи ван Края за сборную Нидерландов
| Матчи ван Края за сборную Нидерландов | Матчи ван Края за сборную Нидерландов | Матчи ван Края за сборную Нидерландов | Матчи ван Края за сборную Нидерландов | Матчи ван Края за сборную Нидерландов | Матчи ван Края за сборную Нидерландов |
| ------------------------------------- | ------------------------------------- | ------------------------------------- | ------------------------------------- | ------------------------------------- | ------------------------------------- |
| №                                     | Дата                                  | Соперник                              | Счёт                                  | Голы ван Края                         | Соревнование                          |
| 1                                     | 30 апреля 1975                        | Бельгия                               | 0:1                                   | —                                     | Товарищеский матч                     |
| 2                                     | 17 мая 1975                           | ФРГ                                   | 1:1                                   | —                                     | Товарищеский матч                     |
| 3                                     | 3 сентября 1975                       | Финляндия                             | 4:1                                   | —                                     | Чемпионат Европы 1976 (отбор)         |
| 4                                     | 10 сентября 1975                      | Польша                                | 1:4                                   | —                                     | Чемпионат Европы 1976 (отбор)         |
| 5                                     | 15 октября 1975                       | Польша                                | 3:0                                   | —                                     | Чемпионат Европы 1976 (отбор)         |
| 6                                     | 22 ноября 1975                        | Италия                                | 0:1                                   | —                                     | Чемпионат Европы 1976 (отбор)         |
| 7                                     | 25 апреля 1976                        | Бельгия                               | 5:0                                   | —                                     | Чемпионат Европы 1976 (отбор)         |
| 8                                     | 22 мая 1976                           | Бельгия                               | 2:1                                   | —                                     | Чемпионат Европы 1976 (отбор)         |
| 9                                     | 16 июня 1976                          | Чехословакия                          | 1:3                                   | —                                     | Чемпионат Европы 1976                 |
| 10                                    | 19 июня 1976                          | Югославия                             | 3:2                                   | —                                     | Чемпионат Европы 1976                 |
| 11                                    | 8 сентября 1976                       | Исландия                              | 1:0                                   | —                                     | Чемпионат мира 1978 (отбор)           |
| 12                                    | 13 октября 1976                       | Северная Ирландия                     | 2:2                                   | —                                     | Чемпионат мира 1978 (отбор)           |
| 13                                    | 5 апреля 1978                         | Тунис                                 | 4:0                                   | —                                     | Товарищеский матч                     |
| 14                                    | 14 июня 1978                          | Австрия                               | 5:1                                   | —                                     | Чемпионат мира 1978                   |
| 15                                    | 21 июня 1978                          | Италия                                | 2:1                                   | —                                     | Чемпионат мира 1978                   |
| 16                                    | 15 ноября 1978                        | ГДР                                   | 3:0                                   | —                                     | Чемпионат Европы 1980 (отбор)         |
| 17                                    | 24 февраля 1979                       | Италия                                | 0:3                                   | —                                     | Товарищеский матч                     |

Итого: 17 матчей / 0 голов; 10 побед, 2 ничьи, 5 поражений.

## Достижения

### Клубные
- Чемпион Нидерландов (3): 1974/75, 1975/76, 1977/78
- Обладатель Кубка Нидерландов (2): 1973/74, 1975/76
- Обладатель Кубка УЕФА: 1977/78

### В сборной
- Серебряный призёр чемпионата мира: 1978
- Бронзовый призёр чемпионата Европы: 1976